# سن وینچنتزو (توسکانی)
سن وینچنتزو (توسکانی) (به ایتالیایی: San Vincenzo) یک کومونه در ایتالیا است که در استان لیورنو واقع شده‌است.

## خصوصیات
سن وینچنتزو ۳۳٫۱ کیلومترمربع مساحت و ۶٬۹۶۷ نفر جمعیت دارد و ۵ متر بالاتر از سطح دریا واقع شده‌است.

## خواهرخوانده
شهرهای فارکیرشن و Saint-Maximin-la-Sainte-Baume خواهرخوانده‌های سن وینچنتزو (توسکانی) هستند.